# Potentille ansérine
Pour les articles homonymes, voir Argentine (homonymie).
Potentilla anserina
Espèce
Classification phylogénétique
La potentille ansérine, appelée aussi potentille des oies (Potentilla anserina), est une espèce de plantes à fleurs de la famille des Rosaceae commune dans toute l'Europe occidentale ainsi qu'en Amérique du Nord, où elle est parfois appelée argentine, d'où le genre Argentina où elle est alors classée sous le nom de Argentina anserina (L.) Rydb.

## Dénomination et étymologie
Le nom spécifique anserina provient du latin « anser » qui signifie « oie », en raison de la similitude des feuilles avec des pattes d'oie.

## Synonyme
- Argentina anserina (L.) Rydb., 1899

## Description
C'est une plante herbacée vivace. Elle est rampante et produit des stolons qui peuvent atteindre 50 cm de long et qui s'enracinent à tous les nœuds. On la reconnaît notamment à ses longues feuilles pennées (de 10 à 20 cm) à nombreuses folioles dentées et dont les tailles de ces folioles sont très inégales. Les fleurs, de 15 à 20 mm de diamètre, présentes de juin à octobre, sont jaune soufre. Les pétales sont deux fois plus longs que les sépales. Le fruit est un akène réniforme.

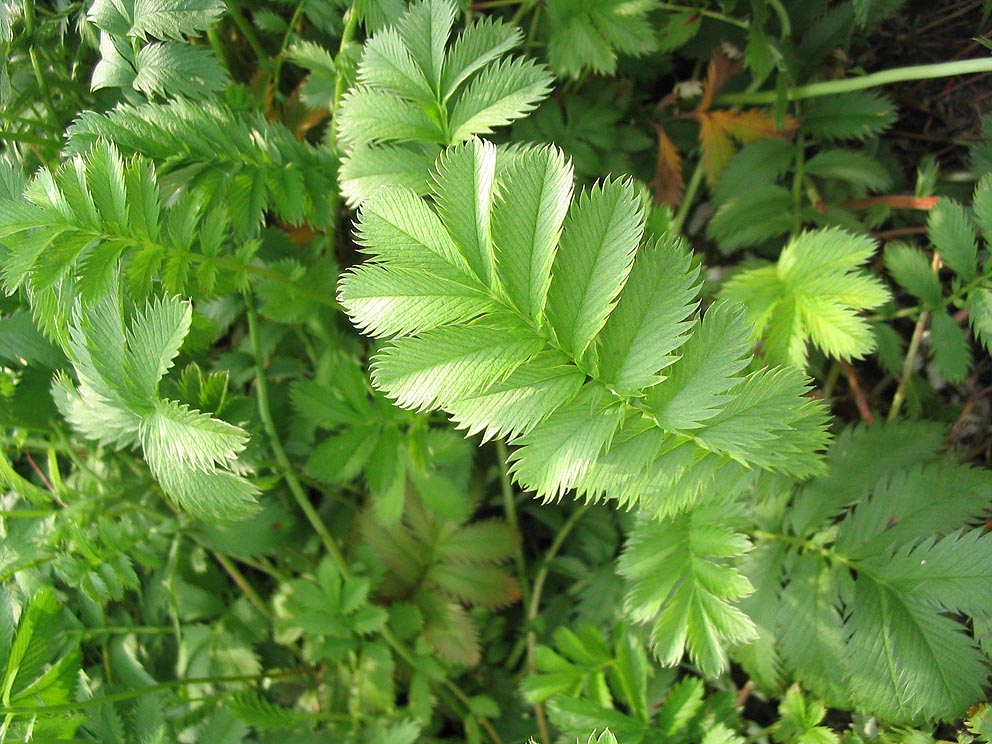
Feuilles.
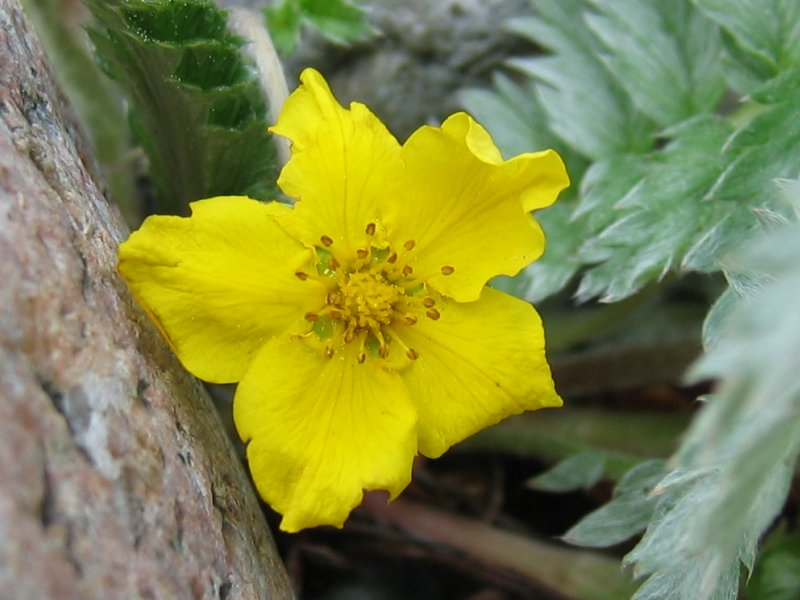
Fleur.

## Variétés
- var. anserina : feuilles vertes
- var. sericea Hayne : feuilles argentées

### Habitat
La potentille ansérine vit au bord des routes, des chemins, des étangs ou des fossés (zones piétinées et rudéralisées). Sa répartition est holarctique.

### Composants chimiques
(janvier 2013).
Si vous disposez d'ouvrages ou d'articles de référence ou si vous connaissez des sites web de qualité traitant du thème abordé ici, merci de compléter l'article en donnant les références utiles à sa vérifiabilité et en les liant à la section « Notes et références ».
- Tanin
- acide gallique
- oxalate de calcium.

## Usages

### Pharmacopée
(janvier 2013).
Si vous disposez d'ouvrages ou d'articles de référence ou si vous connaissez des sites web de qualité traitant du thème abordé ici, merci de compléter l'article en donnant les références utiles à sa vérifiabilité et en les liant à la section « Notes et références ».
- Propriétés : très astringente, elle serait aussi antispasmodique, hémostatique, odontalgique, analgésique par contact
- Préparation sous forme de décoction, œnolé, teinture, extrait liquide utilisé seul ou non.
- En usage externe, sous forme de distillat elle soulage les rougeurs et irritations cutanées des bébés. Également utilisé pour les plaintes ressemblant à des crampes des muscles striés (par exemple crampes dans les jambes). La poudre calme les ulcères et donne un collutoire contre la pyorrhée.

La potentille ansérine aurait aussi été utilisée contre les calculs dans la vésicule biliaire et les coliques intestinales. Joseph Pitton de Tournefort recommande son utilisation contre la leucorrhée dans un bouillon avec des écrevisses de rivières.
Selon une étude ethnobotanique de Françoise et Grégoire Nicollier (1984) concernant la localité de Bagnes (France), les bergers et la population l'utilisaient autrefois dans cette région en tisane contre les maux de ventre, les crampes d'estomac, la diarrhée ainsi que contre les maux de dents.